# IPad (第5世代)
iPad（第5世代）は、Appleが開発、販売しているタブレット型コンピュータで、iPadシリーズの第5世代にあたる機種。従来販売されていたiPad Airシリーズとは別モデルである。

## 概要
2017年3月21日（米国時間）、iPad  (第4世代)の後継機として発表された。Wi-Fiモデルは37,800円（税別）からと先代までのiPadモデルのなかで最も値段を抑えたモデルとなっていたことから企業や教育関係の導入に適したモデルとなっていた。12.9インチiPad Pro (第2世代)に搭載されているフルラミネーションディスプレイ、反射防止コーティング、ProMotion、広色域ディスプレイ、True Toneなどの液晶関連の機能、コーティングは搭載されていない。また搭載されるチップもApple A9を搭載し、スペックはiPhone 6s/6s Plusと同等となっている。前世代までのiPad及び第2世代のiPad Proに搭載されていたAUXは搭載されていない。64ビットアーキテクチャで、モーションコプロセッサーのM9が内包されている。iPad Air (第1世代)とサイズと重量が同じで、iPad Air 2より重く厚みが増した。旧モデルのiPadモデルよりもはるかに高速であり、価格とバッテリ寿命についても肯定的な評価を受けたことで、性能に関して高い評価を受けている。しかし、上述のディスプレイ関連の技術、Apple Pencilとスマートコネクタを介した接続可能なキーボードがサポートされないという批判があった。米国での導入価格は、教育業界でのタブレットの普及を促進するための努力だけでなく、安価なタブレットを必要としている企業にとって価格が最も低いiPadであることをメディアは指摘している。2018年3月27日（米国時間）、iPad (第6世代)の登場とともに、販売は終了した。
2023年6月6日にWWDC23により発表されたiPadOS 17では、9.7インチiPad Pro/12.9インチiPad Pro (第1世代)と共にサポート対象外となった。

## 機能と性能
フルラミネーションディスプレイ、反射防止コーティング、ProMotion、広色域ディスプレイ、True Toneといった液晶関連の機能が非搭載とはいえ従来のiPad (第4世代)及びiPad Air 2よりも処理速度は向上しておりApple A8を搭載したデバイスとの比較ではCPU処理能力が70%速くグラフィックスが90%高速になっている。Apple Pencil、Smart Keyboardといったアクセサリには非対応である。Touch IDにはiPad Air 2 と同じ第1世代の指紋認証センサーが搭載されている。スピーカーもiPad Air 2などと同じ2つ（ステレオスピーカー）搭載。カメラは背面が8メガピクセル、前面は1.2メガピクセル。Wi-Fiは従来モデルと同様に802.11a/b/g/n/ac, MIMOに対応、802.11acでの接続時は最大866Mbpsである。LTEも広範囲な周波数帯に対応している。

## キャリア
ソフトバンク、au、docomoも販売した。

## iPadモデルの変遷
（横スクロールできる画像です）